# يو إف سي ليلة القتال: فولكوف ضد أسبينال
و إف سي ليلة القتال: فولكوف ضد أسبينال (بالإنجليزية: UFC Fight Night: Volkov vs. Aspinall)‏ هو حدث لفنون القتال المختلطة نظمته يو إف سي، أُقيم في 19 مارس 2022، على ذا أوه2 أرينا في لندن، إنجلترا.